# ネスター・モントーヤ
ネスター・モントーヤ（英語: Néstor Montoya、1862年4月14日–1923年1月13日）は、アメリカ合衆国出身の政治家、新聞編集者。所属政党は共和党。ヒスパニックであり、スペイン語話者であった。

## 概要
1862年4月14日、ネスター・モントーヤはニューメキシコ準州アルバカーキ（オールド・タウン）で父テオドシオと母エンカーナシオンの間に生まれた。母の旧姓はセルバンテスであり、作家のミゲル・デ・セルバンテスの直系の子孫だという。1881年にセント・マイケルズ・カレッジ（後のサンタフェ芸術大学)を卒業した。
ヒスパニックであり、スペイン語話者でもあったモントーヤは、当事者としてニューメキシコ準州のヒスパニックコミュニティへの支援活動を行なっており、1889年にはスペイン語の週刊新聞『La Voz delPueblo』を創刊したほか、地方裁判所のスペイン語通訳として務めていた。
1892年、モントーヤは準州議会下院議員に選出され、準州下院議長も務めたが、1903年に辞任。1905年からはニューメキシコ準州上院議員に就任し、1906年まで務めた。1910年に開催されたニューメキシコ州憲法制定会議に参加し、ヒスパニックやスペイン語話者の権利の保護を主張してニューメキシコ州憲法の制定に携わった。
1918年にベルナリオ郡郡書記に就任。1920年に下院議員選挙に出馬し、54,672票（得票率51.88%）で民主党のアントニオ・ルセロ（Antonio Lucero）州務長官を破って当選。会期中はインディアン問題委員会、公有地委員会に所属した。1920年選挙では党からの指名を獲得できなかったため、1921年3月に任期満了による議員辞職が決まっていたが、同年年1月13日に自宅で死去。アルバカーキのサンタ・バーバラ・セメタリーに埋葬された。